# Clement Motor
Die Clement Motor Co. Ltd. war ein britischer Automobilhersteller in Coventry (Warwickshire). Dort wurden 1907–1914 Mittelklassewagen gebaut. Die Wurzeln des Unternehmens lagen in Frankreich bei der Firma Clément-Bayard. Vorwiegend entstanden aber Fahrzeuge, die auf Konstruktionen der Swift Motor Company beruhten.
1907 wurde der 10/12 hp mit 1,7-l-Zweizylinder-Reihenmotor vorgestellt. Bis zum Produktionsende 1912 stieg der Hubraum bis auf 1,8 l. Diesem Wagen wurden zwei Vierzylindermodelle zur Seite gestellt: Der 14/18 hp hatte zunächst 2,7 l Hubraum; bis 1911 sank dieser aber auf 2,3 l. Der 18/28 hp besaß einen 3,7-l-Motor, dessen Hubraum bis 1912 auf 3,6 l sank.
1913 kamen zwei neue Vierzylindermodelle heraus: Der 12/14 hp mit 1,9 l Hubraum und ein weiterer 14/18 hp mit 3,05 l Hubraum. 1914 kam kurzfristig noch ein 16/20 hp dazu.
Ende 1914 wurde die Produktion mit Beginn des Ersten Weltkrieges eingestellt. Die entsprechenden Modelle erschienen dann als Swift.

## Modelle
| Modell   | Bauzeitraum | Zylinder | Hubraum       | Radstand |
| -------- | ----------- | -------- | ------------- | -------- |
| 10/12 hp | 1907–1912   | 2 Reihe  | 1703–1798 cm³ |          |
| 14/18 hp | 1907–1911   | 4 Reihe  | 2284–2714 cm³ |          |
| 18/28 hp | 1907–1912   | 4 Reihe  | 3596–3686 cm³ |          |
| 12/14 hp | 1913–1914   | 4 Reihe  | 1940 cm³      | 2743 mm  |
| 14/18 hp | 1913–1914   | 4 Reihe  | 3052 cm³      | 3048 mm  |
| 16/20 hp | 1914        | 4 Reihe  |               |          |